# Lämmermarkt (Hamburg)

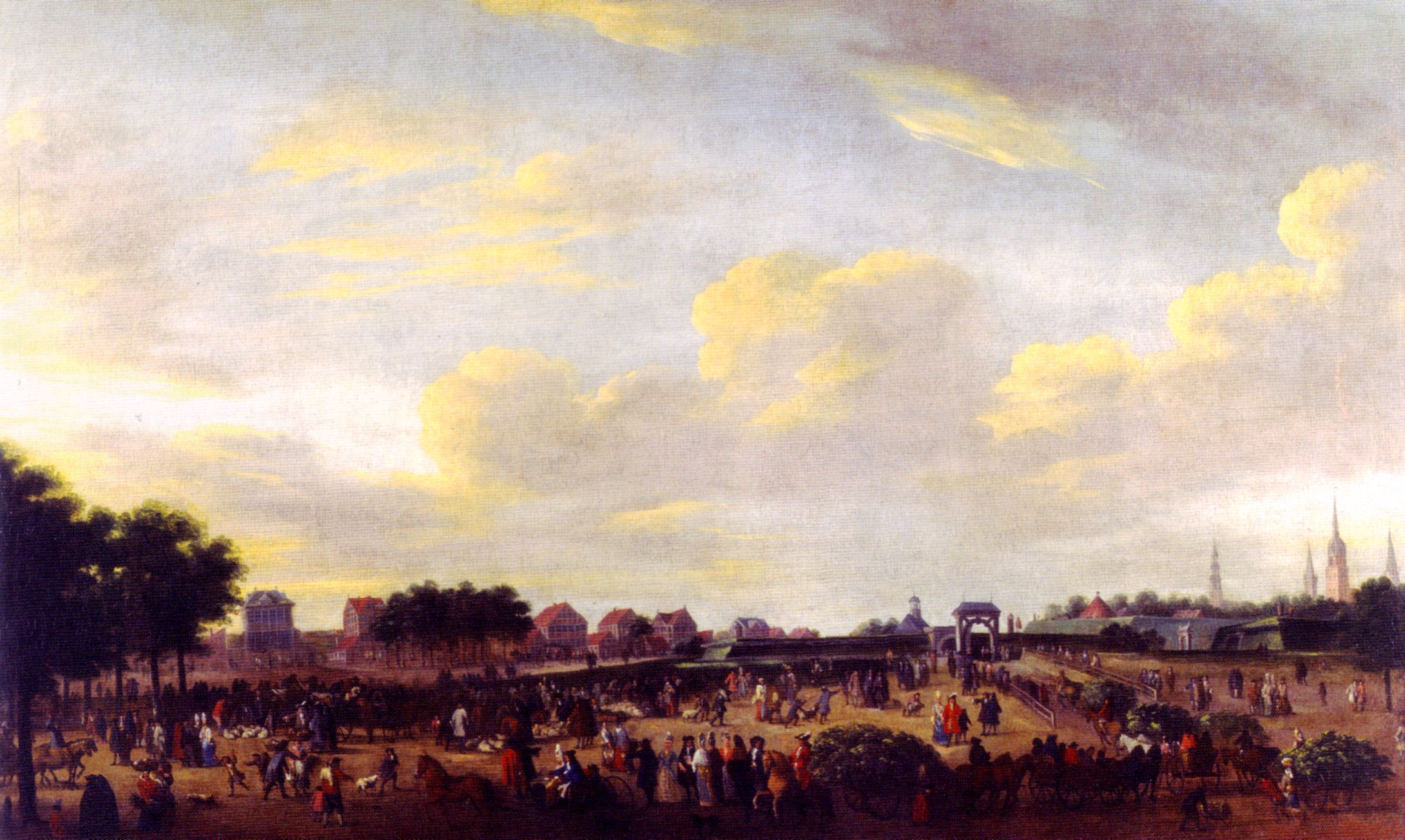
Lämmermarkt vor dem Steintor, Gemälde von Johann Georg Stuhr um 1690

Der Lämmermarkt war ein Hamburger Volksfest, das jährlich wiederkehrend am Freitag vor Pfingsten, dem sogenannten Lämmerabend veranstaltet wurde. Es wurde zunächst vor dem Steintor in St. Georg und später vor dem Lübecker Tor veranstaltet und wurde dort auch namensgebend für den jeweiligen Veranstaltungsort. Nach dem Zweiten Weltkrieg wurde das Volksfest durch den „Frühjahrs-Dom“ ersetzt.

## Geschichte
Der Lämmermarkt war ursprünglich ein Viehmarkt, der auf dem Gelände vor dem Steintor in der Vorstadt St. Georg abgehalten wurde. Dort kauften die Eltern ihren Kindern am Lämmerabend lebende oder aus Holz gefertigte Lämmer zum Spielen. Bereits 1722 wurde über einem Verkauf von Lämmern am Freitag vor Pfingsten in St. Jürgen (St. Georg) berichtet:

„Freytag vor Pfingsten haben sonderl. junge Leute in St. Jürgen eine sonderbahre Freude mit den so genannten Pfingst-Lämmern, so daselbst verkaufft werden.“

Im Laufe der Zeit wandelte sich die Veranstaltung zu einem allgemeinen Volksfest. Auf den Festen um 1846 wurden die Lämmer auf den beiden halbrunden Wiesen vor dem Steintor verkauft. Nördlich davon, vor den dort gelegenen Friedhöfen, war ein Jahrmarkt aufgebaut. Auf dem südlich gelegenen Gelände befanden sich Karussells, sowie verschiedene Buden und Zelte mit Seiltänzern, Taschenspielern, Getränkeverkauf und anderem Gastgewerbe.

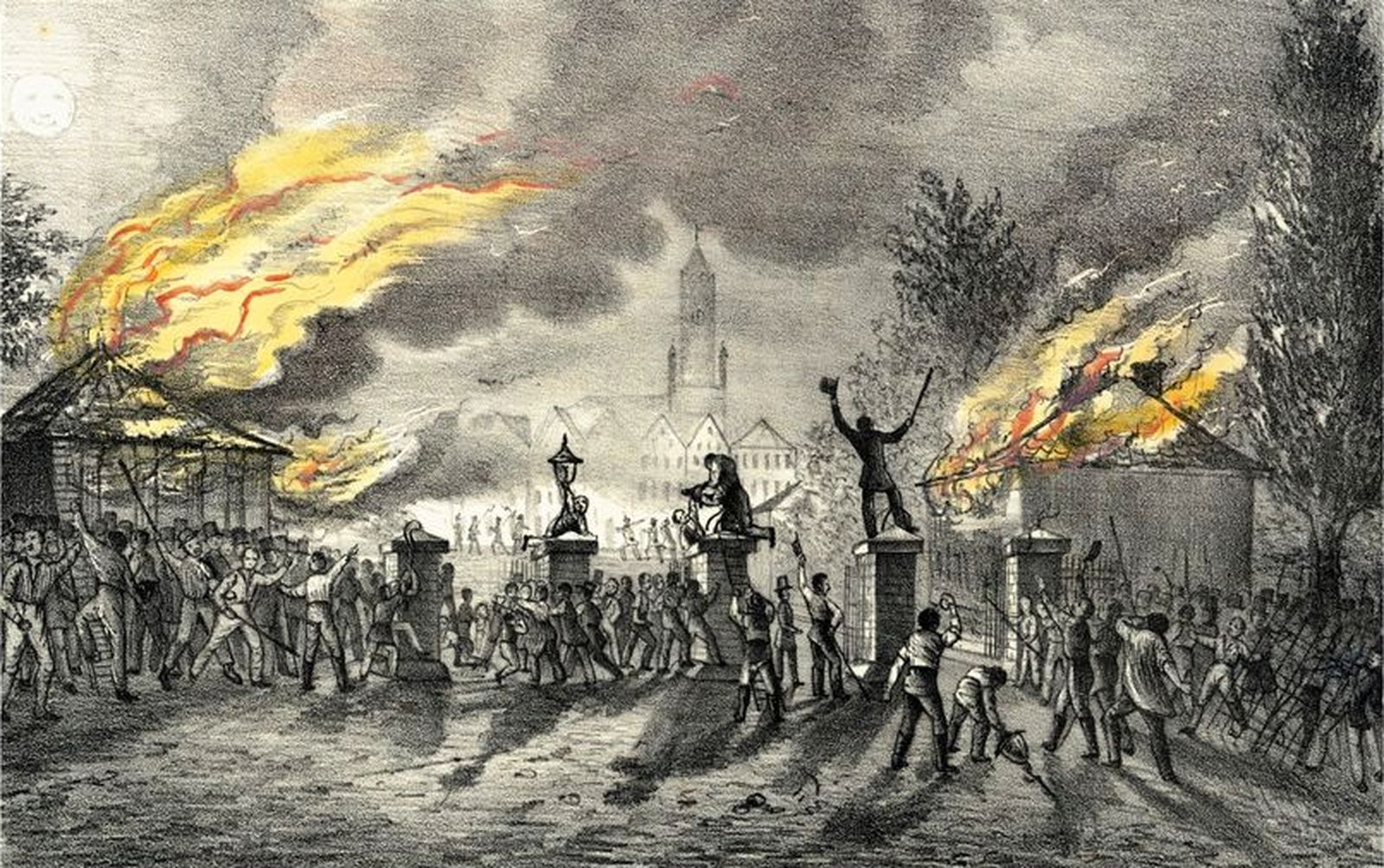
Lämmermarkt-Unruhen 1848

Am Lämmerabend 1848 erreichten Proteste der Bevölkerung gegen die Hamburger Torsperre einen Höhepunkt. Auf dem Lämmermarkt kam es zu Unruhen und Tumulten, bei denen unter anderem die Torwache am Steintor angegriffen und Brände gelegt wurden. Die eintreffende Feuerwehr wurde am Löschen gehindert. Erst nach Ausrücken des Bürgermilitärs konnten die Unruhen beendet werden.
Um 1874 wurde der Lämmermarkt auf ein Feld vor dem Lübecker Tor verlegt, da auf dem bisherigen Veranstaltungsgelände vor dem Steintor das Museum für Kunst und Gewerbe errichtet wurde. Der letzte Lämmermarkt war im Jahr 1914.
Der Lämmerabend wurde mehrfach zum Thema von Gedichten und Liedern gemacht,  beispielsweise in dem Gedicht aus dem Jahr 1804 Kauft ein Lämmchen, holde Schönen! oder im Werk von Johann Benjamin Michaelis Gebt mir auch mein Lämmchen her.